# Малый Кемчуг (правый приток Кемчуга)
Ма́лый Ке́мчуг — река в России, протекает по Красноярскому краю. Устье реки находится в 174 км от устья Кемчуга по правому берегу. Длина реки составляет 238 км, площадь водосборного бассейна — 2480 км². Высота устья — 214 м над уровнем моря.

## Притоки
(указано расстояние от устья)
- 3 км (пр) Окатик
- 9 км (пр) река без названия
- 37 км (пр) Чёрная (Большая Чёрная)
- 38 км (лв) Кирилловка
- 55 км (лв) Листвянка
- 66 км (лв) Никифоровка
- 78 км (лв) Таёжная
- 80 км (пр) Отараева
- 88 км (лв) Огузова
- 89 км (пр) Парилова
- 105 км (лв) Алырчик
- 111 км (лв) Бобровка
- 116 км (лв) Луговая
- 127 км (лв) Рибитат
- 137 км (лв) Шерчуль
- 177 км (лв) Стрелочная
- 192 км (лв) река без названия
- 194 км (пр) Большая Минанжиль

## Данные водного реестра
По данным государственного водного реестра России относится к Верхнеобскому бассейновому округу, водохозяйственный участок реки — Чулым от г. Ачинск до водомерного поста села Зырянское, речной подбассейн реки — Чулым. Речной бассейн реки — (Верхняя) Обь до впадения Иртыша.